# 国際連合安全保障理事会決議426
国際連合安全保障理事会決議426（こくさいれんごうあんぜんほしょうりじかいけつぎ426、英: United Nations Security Council Resolution 426）は、1978年3月19日に国際連合安全保障理事会で採択された決議である。レバノン内戦に関係する。
決議426は、国際連合レバノン暫定駐留軍の設置と任務期間を決めるものであり、同日に採択された決議425を補完するものである。
決議案は、賛成12、反対0で採択されたが、チェコスロバキアとソビエト連邦は棄権し、中華人民共和国は採決に参加しなかった。

## 歴史的・政治的経緯
安保理決議425と426は、1975年に勃発したレバノン内戦の初期に採択されたものである。
キリスト教右派とかつてのレバノン軍兵からなる複数の民兵は、イスラエル国防軍の保護下にあり、1978年に自由レバノン軍を結成し、後に南レバノン軍になった。共通の目的は、レバノン南部でパレスチナ難民を支援するパレスチナ解放機構とレバノン左派と戦うことだった。
1978年3月14日、パレスチナによるテロとそれらを支援する左派との戦いを目標に掲げ、イスラエル国防軍がレバノン南部に侵攻した。この侵攻はリタニ作戦と呼ばれ、すでに活動していたキリスト教民兵の支援を受けた。
1978年3月19日、安保理決議425と426が採択された。決議425ではイスラエル国防軍のレバノンからの即時撤退を要求し、決議426ではこの決定を確実に履行するための国連平和維持軍を正式に創設した。

## 法的地位
国際連合決議は、国際連合の組織により採択された正式な文章であり、理論的には、いずれの組織も決議を発せられるが、実際は、安保理決議あるいは国際連合総会決議がほとんどである。
国連決議について、法的拘束力があるものか勧告的なものかを巡る古い議論が存在するが、国際連合憲章第7章に基づいて下された国連の決定には法的拘束力があるということで意見が一致している。これは明らかに、平和への脅威を議論し、独自の執行機関を設ける決議426の場合にも該当する。

## 履行と結果
決議426が採択されることになった会合は、安保理議長国に宛てた2通の書簡により開かれた。1通はレバノンの国連大使から、もう1通はイスラエルの国連大使からである。この書簡はレバノン側からのテロ行為を非難し、イスラエルが南レバノンで発生した事件の被害者に過ぎないと主張するものだった。安保理は、両者の書簡を受け入れたが、決定においては非常に異なる立場をとった。1978年3月、安保理決議が採択された後、イスラエル代表は、テロリズムを非難するには不十分であるとし、当然のように承認しなかった。テロリズムという言葉の使用には、たとえ安保理が紛争の文脈ですべてを含みかつ何も含まないとして拒絶したことだけが理由だとしても、確実に議論の余地がある。
1978年5月、決議427により決議426の内容が変更され、最初に要請された国際連合レバノン暫定駐留軍の人数を4000人から6000人に増加させた。同時に、イスラエルに対して、遅滞なく南レバノンから撤退するように繰り返し要求した。
1978年6月13日、決議426の採択から数ヶ月後、イスラエル国防軍が南レバノンから撤退したが、依然として決議425と426の履行には程遠かった。国際連合レバノン暫定駐留軍に立場を委譲する代わりに、サアド・ハッダート少佐に立場が移された。少佐はキリスト教右派の民兵のトップとしてイスラエルと連携し、イスラエル側の人物として見なされていた。当時のイスラエルの公式宣言を鑑みれば、策略は精密なものではなかったが、イスラエルの南レバノン占領に向けた戦略の始まりとも言えるものとなった。必要に応じて安保理決議が適用されたが、イスラエルにはすぐに南レバノン支配をやめる意思はなかった。
1990年代には、国連は、決議履行のための平和維持作戦の能力が不十分であるという事態に直面しており、実際に、南レバノンにおける無限に長引く状況で証明されていた。決議426の履行に関する問題は、平和構築活動の複雑さと活動に費やされる可能性がある時間の長さを表す好例になっている。実際に、イスラエル国防軍がレバノン領から撤退したのは2000年5月だった。
決議426による国際連合レバノン暫定駐留軍の暫定的な性質にかかわらず、役割が強化され、任期が毎年更新されながら、レバノンで存在し、運営されている。